# Jeizon Ramírez
Jeizón Jesús Ramírez Chacón (San Cristóbal, Venezuela; 24 de marzo de 2001) es un futbolista venezolano que juega como delantero en el Metropolitanos Fútbol Club de la Primera División de Venezuela.

## Trayectoria

### Deportivo Táchira
Hizo su debut como profesional en el Deportivo Táchira a la edad de 16 años, en el partido por los cuartos de final de ida del Torneo Apertura 2017 (Venezuela) que terminaría en derrota 3-2 ante Deportivo La Guaira, en el Estadio Olímpico de la UCV ingresando de cambio al minuto 72 el 27 de mayo de 2017.
El 7 de junio de 2017 en la vuelta de los cuartos de final del Torneo Apertura 2017 (Venezuela) que terminaría en empate 2-2 ante Deportivo La Guaira, en el Estadio Polideportivo de Pueblo Nuevo ingresaria de cambio al minuto 70 en la eliminación del Deportivo Táchira de la Liguilla del Torneo Apertura 2017 (Venezuela).
En el Torneo Clausura 2017 (Venezuela), llegó a quedarse en el banquillo en 2 oportunidades en la victoria 2-1 ante Trujillanos por la Jornada 5 el 16 de agosto de 2017 y en la Jornada 13, el 17 de octubre de 2017 en la victoria 3-2 ante el Deportivo Anzoátegui.
Durante el Torneo Apertura 2018 (Venezuela), se llegó a consolidar en el conjunto aurinegro con apenas 17 años, disputando los 90 minutos en el empate 1-1 ante el Zulia por la primera jornada.
El 16 de febrero de 2018 jugaría su 4.º partido con el conjunto aurinegro en el empate 0-0 ante Deportivo Lara ingresando de cambio al minuto 46.
El 23 de febrero de 2018 anotaría su primer gol y daría su primera asistencia con el conjunto aurinegro en el empate 2-2 ante el Monagas, donde ingresaria de cambio al minuto 50 y su primera asistencia llegaría al minuto 55 y su primer gol posteriormente al minuto 84.
El 27 de febrero de 2018 daría su segunda asistencia con el conjunto aurinegro, entrando de cambio al minuto 46 y dando la asistencia para el gol agónico al minuto 90+5 por parte de Federico Silvestre para la victoria 3-2 del Deportivo Táchira ante el Carabobo en el Estadio Polideportivo de Pueblo Nuevo por la Jornada 6.
El 5 de abril de 2018 llegaría su tercera asistencia con el conjunto aurinegro, jugando los 90 minutos y dando una asistencia al minuto 45 para el gol de Edgar Pérez Greco que le daría la mínima ventaja momentáneamente 1-0 al Deportivo Táchira ante Metropolitanos, el partido culminaria en goleada 3-0 en el Estadio Polideportivo de Pueblo Nuevo por la Jornada 10.
El 1 de mayo de 2018 estaría en el banquillo en su primer clásico del fútbol venezolano en la derrota 0-3 ante el Caracas en el partido disputado en el Estadio Polideportivo de Pueblo Nuevo.
Durante el Torneo Clausura 2018 (Venezuela), anotaría su segundo gol y su cuarta asistencia con el conjunto aurinegro en la victoria 3-1 ante Estudiantes de Caracas, dando la asistencia para el gol de José Miguel Reyes al minuto 7 y anotando gol al minuto 42, disputando solo 59 minutos en el Estadio Polideportivo de Pueblo Nuevo por la Jornada 7.
El 19 de septiembre de 2018 anotaría su tercer gol con el conjunto aurinegro en la victoria 0-3 ante Metropolitanos en la Universidad Santa María donde anotaría gol apenas unos segundos después de haber ingresado al minuto 88.
El 8 de octubre de 2018 estaría en el banquillo por segunda vez en el clásico del fútbol venezolano en el empate 1-1 ante el Caracas en el partido disputado en el Estadio Olímpico de la UCV.
El 17 de octubre de 2018 daría su quinta asistencia con el conjunto aurinegro en la victoria 3-1 ante el Aragua al minuto 69 para el gol de Edgar Pérez Greco.
Durante el Torneo Apertura 2019 (Venezuela), anotó su primer doblete con el conjunto aurinegro en la victoria 3-0 del Deportivo Táchira ante el Deportivo Anzoátegui, anotando los goles a los minutos 76 y 90+1 en el partido disputado en el Estadio Polideportivo de Pueblo Nuevo por la Jornada 7.
El 7 de abril de 2019, daría su sexta asistencia con el conjunto aurinegro en la victoria 2-1 ante Deportivo La Guaira jugando 82 minutos y dando la asistencia al minuto 50 para el gol de Lucas Gómez en el partido disputado en el Estadio Polideportivo de Pueblo Nuevo por la Jornada 13.
El 14 de abril de 2019, daría su séptima asistencia con el conjunto aurinegro en la victoria 1-3 ante Llaneros de Guanare dando la asistencia para el gol de Edgar Pérez Greco para el momentáneo empate 1-1 anotado al minuto 45+3 en el partido disputado en el Estadio Rafael Calles Pinto.
Durante el Torneo Clausura 2019 (Venezuela), dio su octava asistencia con el conjunto aurinegro en la victoria y remontada histórica 4-0 ante Metropolitanos durante los cuartos de final de vuelta de la Liguilla, en el gol anotado por Lucas Gómez al minuto 84 el 20 de noviembre de 2019 en el partido disputado en el Estadio Polideportivo de Pueblo Nuevo.
El 27 de noviembre de 2019, en las semifinales de vuelta de la liguilla, anotaría el gol al minuto 5 que empataría el global momentáneamente y daría el 1.er gol de la gran remontada del Deportivo Táchira 3-0 ante Deportivo La Guaira en el partido disputado en el Estadio Polideportivo de Pueblo Nuevo.
El 1 de diciembre de 2019, en la final de ida de la liguilla, sería una pieza fundamental en el ataque del Deportivo Táchira para lograr el empate 1-1 en su primer clásico del fútbol venezolano entre Caracas y Deportivo Táchira disputado en el Estadio Olímpico de la UCV en Caracas. Para el 2023, dejó el Táchira y se sumó junto al DT que confió en su talento en 2018, Francesco Stifano, en el Zamora.

## Participaciones internacionales

### Copa Libertadores 2018
El 27 de enero de 2018 en el partido de vuelta de la primera fase de la Copa Libertadores 2018 estaría en el banquillo en el empate 0-0 ante Macará que le daría la clasificación al Deportivo Táchira a la segunda fase de la Copa Libertadores 2018 en el partido disputado en el Estadio Polideportivo de Pueblo Nuevo.
El 9 de febrero de 2018 en el partido de vuelta de la segunda fase de la Copa Libertadores 2018 estaría en el banquillo en el empate 0-0 del Deportivo Táchira ante Independiente Santa Fe en el partido disputado en el Estadio Polideportivo de Pueblo Nuevo, que dejaría fuera por un global de 3-2 al Deportivo Táchira de la competición internacional durante el 2018.